# TGS Ober-Ramstadt
Die Turngesellschaft 1900 Ober-Ramstadt ist ein deutscher Sportverein aus Ober-Ramstadt.

## Geschichte
Die Vereinsgründung erfolgte im Jahr 1900. Die Nationalsozialisten lösten die TGS 1933 auf. 1949 wurde der Verein erneut gegründet.

### Rollsport
1937 wurde eine Rollschuhbahn gebaut, 1955 fand die Einweihung eines Neubaus statt. Neben Rollkunstlauf (dessen Übungsbetrieb zwischen 1960 und 1973 ruhte) wurde auch Rollhockey betrieben. Nachdem der Rollhockeybetrieb von 1962 bis 1968 nicht mehr durchgeführt worden war, bestritt eine Mannschaft der TGS zwei Jahre nach der Wiederaufnahme erstmals ein Spiel in der Rollhockey-Bundesliga. 1983 wurde die TGS deutscher Herren-Meister im Rollhockey, 1996 nahm man am Europapokal teil. Deutsche Jugendmeistertitel im Rollhockey gewann die TGS Ober-Ramstadt in den Jahren 1971, 1972, 1976, 1977, 1978, 1979, 1982 und 1990. Bis 1997 war die TGS 25 Jahre lang in der Rollhockey-Bundesliga vertreten.
Im Rollkunstlauf gewannen Formationen der TGS in den Jahren 2002, 2003, 2004, 2005, 2006 und 2007 jeweils die Europameisterschaft sowie 2004 und 2005 die Weltmeisterschaft.
Der Verein verfügt mit Stand 2021 über drei Abteilungen: Breitensport, Rollkunstlauf und Tischtennis.

### Basketball
1962 wurde eine Basketballabteilung gegründet. 1993 stieg die TGS-Herrenmannschaft in die 2. Basketball-Bundesliga auf, in der sie bis 1996 spielte. In der Saison 1995/96 belegte man nach nur zwei Siegen aus 24 Spielen den letzten Tabellenplatz der 2. Bundesliga Süd, auch in der folgenden Abstiegsrunde wurde man Letzter und stieg aus der 2. Bundesliga ab. 2004 verließ die Basketballabteilung den Verein und wurde als BG Ober-Ramstadt eigenständig.